# Chevrolet Cadet
Chevrolet Cadet — американский экспериментальный автомобиль, попытка создания лёгкого и дешёвого четырёхместного транспортного средства с предельно адаптированной к массовому производству конструкцией. Наиболее примечателен как первый автомобиль, на котором была применена подвеска типа «макферсон».

## История создания
Когда победа союзников во Второй мировой войне уже виделась делом ближайшего времени, многие экономисты предсказывали после 1945 года повторение ситуации, сложившейся в период сразу после окончания Первой мировой и впоследствии приведший к Великой депрессии — первый пик кризиса в автомобилестроительной индустрии тогда пришёлся уже на 1921 год. В этих условиях некоторые члены руководства General Motors хотели заполучить в своей производственной программе ближайшего будущего сравнительно лёгкий (по американским меркам) и дешёвый автомобиль, с розничным ценником при массовом производстве не выше $1000. Достичь этой цели можно было лишь радикально изменив существующие конструкцию и технологию производства.
Создать такой автомобиль взялся работавший на GM инженер Эрл Стили Макферсон (Earle Steele MacPherson), весной 1945 года поставленный во главе рабочей группы Chevrolet Light Car Project («проект лёгкого автомобиля „Шевроле“»). Наряду с Макферсоном, в рабочую группу вошли также двигателист Эрл Рорбахер (Earle W. Rohrbacher), его бывший коллега по фирме Hupmobile, Ральф Джонсон (коробка передач, задний мост), Том Скотт (трансмиссионные агрегаты), Теодор Дауэрти (инженер-испытатель) и другие. Вскоре возникло и название будущего автомобиля — Chevrolet Cadet.
Технической задание предусматривало снаряжённую массу в районе 2000—2200 фунтов (~900…1000 кг), четырёхместный салон, по основным габаритам соответствующий «Шевроле» старой модели 1935 года, кузов «четырёхдверный седан» и максимально компактные наружные габариты.
Испытывая серийный «Шевроле» с различной загрузкой, Макферсон быстро пришёл к выводу, что заднемоторная компоновка, которой в те годы многие прочили большое будущее, неспособна обеспечить необходимый уровень устойчивости и управляемости. Между тем, «классическая» компоновка также была неудобна для сравнительно компактного автомобиля — «горб» в полу над трансмиссионным тоннелем значительно уменьшал пространство салона, а передний привод был бы невыгоден с точки зрения тягово-сцепных и динамических характеристик, а также потребовал бы освоения в производстве дорогостоящих шарниров равных угловых скоростей, что входило в противоречие с поставленной перед конструкторами задачей создания сверхбюджетного автомобиля. Макферсон сохранил базовые черты «классики» — расположение двигателя спереди и задний привод, но компактную трёхступенчатую коробку передач вынес немного назад, под переднее сиденье (диванного типа), и соединил с картером сцепления полой трансмиссионной трубой, что позволило практически полностью избавиться от туннеля в полу. Такой же трубой коробка передач соединялась и с картером главной передачи, что позволило ещё больше увеличить объём салона. Так как агрегаты трансмиссии устанавливались на кузове неподвижно, крутящий момент в ней передавался валами без карданных шарниров, что позволило достичь существенной экономии. Четыре крошечных по стандартам тех лет колеса размерности 12" были разнесены по углам кузова.
Благодаря предельно рациональной компоновке и оригинальным конструктивным решениям автомобиль, несмотря на компактные размеры, имел колёсную базу чуть больше 2,7 м и вместительный салон.
2,2-литровый, 65-сильный рядный шестицилиндровый двигатель с верхним расположением клапанов имел в целом обычную конструкцию, но при этом — множество оригинальных и передовых для своего времени решений. Главной его особенностью было наличие двух маховиков небольшого диаметра — одного на переднем конце коленвала и второго на заднем, что позволило разместить двигатель с большим наклоном назад без потери дорожного просвета — это увеличивало пространство салона за счёт более низкого расположения трансмиссионного вала. Сцепление получило диафрагменную пружину и гидропривод — на много лет раньше, чем эти решения нашли массовое применение на серийных машинах. Главная передача из соображений экономии была не гипоидной, а с коническими шестернями. Полуоси, приводящие задние колёса, имели наружные шарниры типа «колокол» (как внутренние шарниры полуосей «Запорожца»), что устраняло потребность в отдельном шлицевом шарнире, компенсирующем изменение длины полуоси при работе подвески.
Наиболее оригинально была решена подвеска автомобиля, независимая спереди и сзади. Макферсон объединил трубчатый амортизатор и пружину в единый агрегат — пружинно-амортизаторную стойку, которая также играла роль направляющей, задающей траекторию движения колеса, а в передней подвеске — и шкворня, оси поворота колеса. Верхние крепления направляющих стоек он разместил на трубчатой поперечине подрамника спереди и на усиленных брызговиках крыльев — сзади. Добавив к стойкам воспринимающие усилия в продольном и поперечном направлениях рычаги и реактивные тяги, он получил характерную подвеску на направляющих стойках, которая впоследствии получила его имя. Она была проста, недорога, технологична в производстве и установке на автомобиль.
Автомобиль получил ультрасовременный для своего времени дизайн, с «понтонной» боковиной, почти отсутствующими вырезами колёсных арок, гнутыми лобовым и задним стёклами и исключительно модным на тот момент «опоясывающим» кузов бампером. Серийные автомобили с таким обликом получили распространение лишь в первой половине пятидесятых годов.
К середине 1946 года проектирование «Кадета» в основном было завершено, было построено четыре прототипа, продемонстрировавших весьма неплохие характеристики (Том Скотт вспоминал, что управляемость автомобиля заслужила более высокую оценку, чем у «Кадиллака» того времени). Производство планировалось с конца 1947 календарного года как модели 1948 — был даже возведён специально предназначенный для этого завод в Кливленде, штат Огайо. Между тем, из-за целого ряда факторов серийный выпуск автомобиля так и не начался.
В первую очередь, прогнозы, предсказывающие в послевоенные годы спад производства, не оправдались — напротив, публика демонстрировала готовность покупать любые новые автомобили в любых количествах, которые производители могли выбросить на рынок — большинству фирм не пришлось даже утруждать себя существенным рестайлингом довоенных моделей, производство которых было возобновлено. В таких условиях необходимость тратиться на дорогостоящее и рискованное освоение в производстве принципиально нового автомобиля выглядела весьма сомнительной, тем более, что рыночный потенциал модели такого класса в США оценивался как сравнительно невысокий — на вопрос, смогут ли они стабильно сбывать необходимые для достижения окупаемости проекта 300 тыс. автомобилей в год, специалисты отдела продаж «Шевроле» ответили отрицательно. Во-вторых, экономические подсчёты показали невозможность уложиться в установленную цену — конструкция автомобиля, разработанного Макферсоном, попросту оказалась слишком оригинальной и передовой. Наконец, в послевоенные годы ощущалась существенная нехватка сырья — в первую очередь чугуна, стального проката, меди и свинца, что делало расширение производственной программы GM как минимум проблематичным. В результате 13 сентября 1946 года официальным распоряжением президента корпорации Чарльза Эрвина Уильсона работы были прекращены.
Между тем, фактически совершенствование «Кадета» какое-то время продолжалось, хотя штат рабочей группы и был уменьшен в пять раз. Так, летом 1947 года был построен пятый прототип, с упрощённой зависимой задней подвеской на однолистовых рессорах (в начале 1960-х годов аналогичное решение нашло применение на другом «компактном» «Шевроле», Chevrolet Chevy II) и целым рядом улучшений конструкции. В общей сложности работы продолжались до сентября 1948 года. К этому времени Макферсон уже покинул «Шевроле», перейдя на работу в компании Ford. Впоследствии (с 1952 года) он занял там пост вице-президента по инженерной части (Engineering Vice-President), который занимал вплоть до 1958 года.
Никакого прямого продолжения внутри GM работы по «Кадету» не получили, хотя некоторые из применённых на нём технических решений и были утилизированы — например, схожая схема трансмиссии (с коробкой передач, вынесенной ещё дальше назад и объединённой в один агрегат с главной передачей) впоследствии была использована на концепт-каре Le Sabre и серийном Pontiac Tempest первого поколения. Подвеска Макферсона была впервые применена им на автомобиле Ford Vedette, выпускавшемся французским филиалом «Форда», и впоследствии получила широчайшее распространение. На серийных автомобилях General Motors она появилась лишь в середине 1970-х годов, причём конструкция была скопирована с европейских разработок. К сожалению, последний сохранившийся прототип «Кадета» был отправлен GM на лом в 1968 году.
Название Cadet было использовано в начале 1980-х годов как обозначение самого дешёвого варианта комплектации Chevrolet Cavalier — Chevrolet Cavalier Cadet.